# リチャード・プレブル
リチャード・ウィリアム・プレブル（Richard William Prebble、CBE、1948年2月7日 - ）は、ニュージーランドの元政治家。

## 来歴
イングランドのケント生まれ、オークランド育ち。オークランド大学で文学と法学を専攻。1971年に弁護士資格を取得し、ニュージーランドとフィジーの法律に精通した弁護士として活動する。
ニュージーランド労働党に所属し、1975年にオークランド・セントラル地区より出馬し、国会議員に初当選する。ロジャー・ダグラスの改革路線に賛同しダグラスと活動を共にする。1984年の総選挙で労働党は勝利し、ダグラスは財務大臣に就任。プレブルは財務副大臣、鉄道大臣、運輸大臣に就任しロジャーノミクスに参画する。政策立案を中心的に取りまとめたプレブル、ダグラスと後に財務大臣を務めたディヴィッド・ケイギルの3人を合わせ“トロイカ”と呼ばれた。
1987年には国有企業大臣（SOE大臣）に就任。国有資産の売却を含め経済改革に着手するも、党内反対派の攻勢に押し出される形で大臣職を更迭される。
1990年の総選挙でオークランド・セントラル地区の議席を得るも、1993年の総選挙では敗北する。以後、政治活動を休止。1996年、3年間の沈黙を破り、ロジャーノミクスでの改革や官僚支配による行政運営の終焉などを克明に記述した著作 "I've been thinking"（『私は考えていた』）を出版し、ベストセラーとなる。同年、ダグラスが設立に参加したACTニュージーランド党に所属し、1996年の総選挙ではウェリントン・セントラル地区より出馬し当選、政界復帰を果たす。1996年の総選挙でACT党は8議席を獲得する。1996年にダグラスがACT党首を辞任すると党首に就任する。1999年の総選挙でACT党は9議席を獲得するも、プレブルは選挙区では落選、しかし比例名簿により復活当選。引き続きACT党党首を務めるも、党首としての采配に疑問視され始める。2004年にACT党党首を辞任し、2005年に政界から引退する。2006年以降は政治評論家としてメディアに登場することもある。
兄のジョン・プレブルはヴィクトリア大学ウェリントン法学部教授。弟のマーク・プレブルは国家サービス委員会委員長を歴任した行政官。